# Canyon SRAM Racing/Saison 2017
Dieser Artikel listet  die Erfolge des Radsportteams Canyon SRAM Racing in der Saison 2017 auf.

## Team
| Teamkader 2017                            | Teamkader 2017     | Teamkader 2017         | Teamkader 2017                |
| Name                                      | Geburtsdatum       | Land                   | Vorheriges Team               |
| ----------------------------------------- | ------------------ | ---------------------- | ----------------------------- |
| Alena Amjaljussik                         | 6. Februar 1989    | Belarus                | Astana BePink Womens (2014)   |
| Hannah Barnes                             | 4. Mai 1993        | Vereinigtes Königreich | UnitedHealthcare (2015)       |
| Lisa Brennauer                            | 8. Juni 1988       | Deutschland            | Hitec Products-UCK (2011)     |
| Elena Cecchini                            | 25. Mai 1992       | Italien                | Lotto Soudal Ladies (2015)    |
| Tiffany Cromwell                          | 6. Juli 1988       | Australien             | Orica-AIS (2013)              |
| Pauline Ferrand-Prévot                    | 10. Februar 1992   | Frankreich             | Rabo Liv Women (2016)         |
| Barbara Guarischi                         | 10. Februar 1990   | Italien                | Alé Cipollini (2014)          |
| Mieke Kröger                              | 18. Juli 1993      | Deutschland            | Futurumshop.nl-Zannata (2014) |
| Alexis Magner                             | 18. September 1994 | Vereinigte Staaten     | UnitedHealthcare (2015)       |
| Leah Thorvilson                           | 9. Januar 1979     | Vereinigte Staaten     |                               |
| Trixi Worrack                             | 28. September 1981 | Deutschland            | AA Drink-Leontien.nl (2011)   |
|                                           |                    |                        |                               |
| Quellen: ProCyclingStats Cycling Archives |                    |                        |                               |

## Erfolge
| Siege    | Siege                                                                    | Siege       | Siege  | Siege            | Siege |
| Datum    | Rennen                                                                   | Staat       | Klasse | Siegerin         |       |
| -------- | ------------------------------------------------------------------------ | ----------- | ------ | ---------------- | ----- |
| 7. Apr.  | Healthy Ageing Tour, 3. Etappe                                           | Niederlande | 2.2    | Lisa Brennauer   |       |
| 23. Jun. | Deutsche Meisterschaften im Straßenradsport, Einzelzeitfahren der Frauen | Deutschland | CN     | Trixi Worrack    |       |
| 2. Jul.  | Giro d'Italia Women, 3. Etappe                                           | Italien     | 2.WWT  | Hannah Barnes    |       |
| 12. Jul. | Lotto Thüringen Ladies Tour, Prolog                                      | Deutschland | 2.1    | Lisa Brennauer   |       |
| 13. Jul. | Lotto Thüringen Ladies Tour, 1. Etappe                                   | Deutschland | 2.1    | Tiffany Cromwell |       |
| 18. Jul. | Lotto Thüringen Ladies Tour, Gesamtwertung                               | Deutschland | 2.1    | Lisa Brennauer   |       |
| 1. Sep.  | Simac Ladies Tour, 4. Etappe                                             | Niederlande | 2.WWT  | Lisa Brennauer   |       |